# Alpaida veniliae
Alpaida veniliae es una especie de araña tejedora de orbe del género Alpaida, de la familia Araneidae, orden Araneae. Fue descrita por Keyserling en 1865.
Se distribuye por América, desde Panamá hasta Argentina. Fue publicada en Beiträge zur Kenntniss der Orbitelae Latr. Verhandlungen Der Kaiserlich-Königlichen Zoologisch-Botanischen Gesellschaft in Wien 15: 799-, 856.